# تومي رمنجساو
تومي إسانغ رمنجساو (بالإنجليزية: Tommy Remengesau)، ولد بتاريخ (29 فبراير 1956) هو الرئيس السابق لجمهورية بالاو وقد شغل المنصب في فترتين، شغل منصب رئيس بالاو من عام 2001 حتى 2009، وخلف الرئيس السابق جونسون توريبيونج عام 2013 ليعود للمنصب من جديد حتى 21 يناير 2021.
علما أنه شغل منصب نائب الرئيس خلال فترة حكم الرئيس الأسبق كونيوو ناكامورا للفترة 1993-2001.
1. ↑   https://web.archive.org/web/20190901173727/https://www.mofa.gov.tw/en/News_Content.aspx?n=1EADDCFD4C6EC567&sms=5B9044CF1188EE23&s=30CB5245F860492C. {{استشهاد ويب}}: |url= بحاجة لعنوان (مساعدة) والوسيط |title= غير موجود أو فارغ (من ويكي بيانات) (مساعدة)